# Storrsheia
Koordinaten: 58° 38′ 58,7″ N, 6° 2′ 51,4″ O
Das Tal von Storrsheia liegt, 200–225 m hoch, in den Hügeln von Vikeså (Vigeså), Gemeinde (Kommune) Bjerkreim in Rogaland, im Südwesten Norwegens. Beiderseits der Straße von Kristiansand nach Stavanger, befindet sich 51 km vor Stavanger eine von Jan Petersen in den Jahren 1929 und 1930 erforschte Wüstung. Das elf Hektar große Gebiet besteht aus den Resten von sechs Häusern, einer den Komplex umfassenden Mauer, Viehwegen sowie mehr als einhundert artifiziellen Erdhügeln beziehungsweise einigen beseitigten Cairns. Alle sechs Höfe und drei der Hügel wurden ausgegraben. 

## Hof Uadal
Der Hof Uadal, jenseits des Storrsheivatnet (See) ist der besterhaltene in Südwestnorwegen. Die metallzeitliche Besiedlung des Storrsheia-Tals beginnt im 4. Jahrhundert. Anhand der gefundenen Artefakte, zumeist Keramikscherben, stellte der Ausgräber wenigstens zwei Siedlungsphasen fest. Anfangs waren vier Höfe bewohnt, jeder mit einem eigenen Viehweg, der zur Umfassungsmauer führt. Ein fünftes Haus sollte, wegen der in den Ruinen gefundenen Tiegel, als Schmiede in Gebrauch gewesen sein. Die Höfe bestehen aus im Südwesten Norwegens üblichen Langhäusern. Der Haustyp ist jedoch bereits vor der Völkerwanderungszeit typisch und wurde schon um die Zeitenwende bei Forsand gefunden.

## Die Häuser
Haus 1 (306 m²), ist mit 39,5 Metern das längste, es ist 7,75 Meter breit. Die übrigen Häuser des Komplexes sind 320 beziehungsweise 220 und 150 m² groß. Ein Frauenbegräbnis war anhand der Grabbeigaben (u. a. Bronzespange und Spinnwirtel) in die Wikingerzeit zu datieren. Außer in Haus 2 wurden in weiteren Häusern Beweise für eine späteisenzeitliche bzw. wikingerzeitliche Nutzung gefunden. Weil diese aber fast nur aus Töpferware bestehen, ist es unsicher, ob die Siedlung kontinuierlich bewohnt wurde. Der Ausgrabungsbericht und die Zeichnung macht es jedoch wahrscheinlicher, dass auch dieses Haus in der Völkerwanderungszeit einen Vorläufer hatte.
Storrsheia ist ein Modellfall für das Entstehen komplexer Siedlungen im Norwegen der Vorwikingerzeit. Es ist eine neue Siedlungsform mit mehreren Höfen, die innerhalb einer Einfriedung liegen, die das bebaute vom unbebauten Land trennt. Es ist anzunehmen, dass es irgendeine Form der Zusammenarbeit zwischen den Höfen gab. Während Storrsheia die größte erforschte Wüstung ist, gibt es im nahe gelegenen Jæren viel größere Komplexe. Obrestad in Jæren scheint zirka 25 Hektar und vier Bauernhöfe umfasst zu haben. Andere Komplexe bestanden aus fünf Höfen. 
Im Grabhügel an der östlichen Mauer des Gebäudes wurden 600 Scherben in verschiedenen Hügelniveaus und Leichenbrand gefunden.